# Yeah Yeah Yeahs
Yeah Yeah Yeahs je americká indie rocková skupina založená v New Yorku v roce 2000. Skupinu tvoří zpěvačka a klavíristka Karen O, kytarista a klávesista Nick Zinner a bubeník Brian Chase. Při vystoupeních skupinu doplňuje ještě druhý kytarista David Pajo, který se ke kapele připojil během turné v roce 2009, když zaskočil za předešlého kytaristu Imaada Wasifa. Jméno skupiny pochází z moderního newyorského slangu.
Kapela již vydala čtyři studiová alba; první s názvem Fever to Tell bylo vydáno v roce 2003. Druhé album, Show Your Bones, vyšlo v roce 2006 a bylo časopisem NME jmenováno druhým nejlepším albem roku. Jejich třetí studiové album, It's Blitz!, bylo vydáno 31. března 2009 v USA a 6. dubna 2009 celosvětově. Čtvrté studiové album kapely, Mosquito, vyšlo 15. dubna 2013.

## Historie

### Počátky (2000–2002)
Karen O a Brian Chase se poprvé potkali během studia na Oberlin College v Ohiu na konci 90. let. Když Karen přestoupila na New York University, tak se v místním baru seznámila s Nickem Zinnerem, se kterým údajně pocítila „okamžité propojení“. Během té doby sdíleli společný podkrovní byt s budoucími členy skupiny Metric. Karen a Nick poté založili akustické duo, které pojmenovali „Unitard“, ale nedlouho poté se rozhodli „věci trochu zamíchat“ založením „špinavé, punkové“ skupiny inspirované avant punkovou kapelou, která Karen zaujala během studia na univerzitě Oberlin. Duo zanedlouho doplnil bubeník Brian Chase.
Na své první zkoušce napsali velkou spoustu skladeb a zanedlouho již předskakovali takovým kapelám jako jsou The Strokes nebo The White Stripes, čímž získali dobrou pověst na art punkové a garage punkové scéně. Na konci roku 2001 vydali eponymní EP, které nahráli s pomocí od Jerryho Teela (člena kapely Boss Hog) prostřednictvím Shifty Records. Na začátku příštího roku si skupina získala celosvětovou pozornost, když vystoupila na festivalu South by Southwest a společným turné s kapelami Girls Against Boys a Jon Spencer Blues Explosion.

### Fever To Tell(2003–2004)
V roce 2003 vydali své první studiové album, Fever to Tell, kterého celosvětově prodali více než 750 000 kopií. V roce 2010 označil časopis Rolling Stone jejich třetí singl Maps jako 386 nejlepší skladbu všech dob. Hudební videoklip k jejich písni Y Control natočil režisér Spike Jonze. V říjnu roku 2004 vydali své první DVD, Tell Me What Rockers to Swallow. Na tomto DVD je umístěn záznam koncertu ze sanfranciského Fillmoru, všechna hudební videa skupiny a několik interview s kapelou.
V listopadu roku 2009 označil magazín NME album Fever To Tell za 5. nejlepší album desetiletí.

### Show Your Bones(2005–2006)

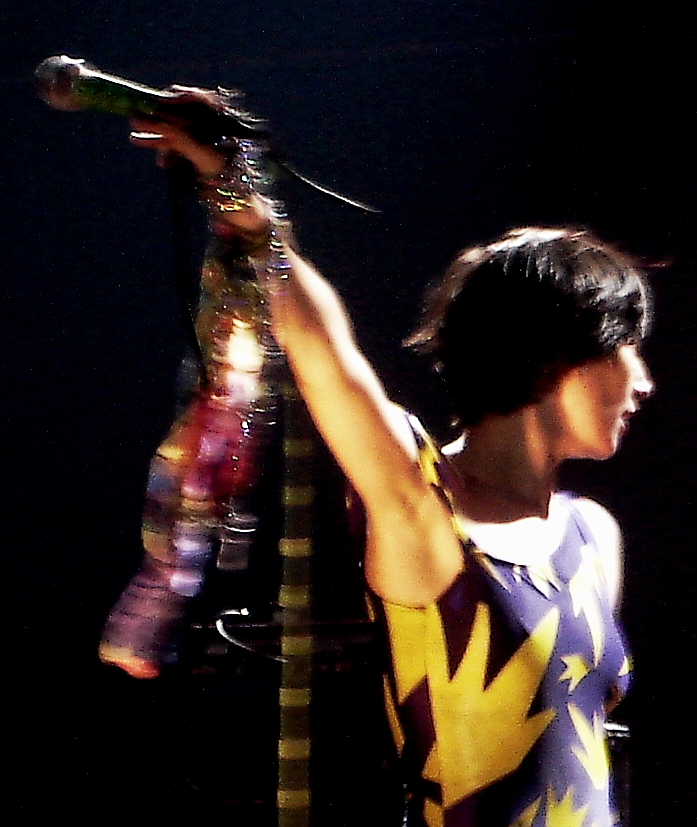
Karen O živě na Tim Festivalu v roce 2006

Druhé studiové album s názvem Show Your Bones vyšlo 28. března 2006. Karen O v rozhovoru s webovým magazínem Drowned in Sound sdělila, že : „Show Your Bones je to, co se stane, když strčíte svůj prst do elektrické zásuvky“ a poděkovala „devítiletému zázračnému chlapci Drakovi Barrettovi za nahlédnutí“. První singl, „Gold Lion“, byl vydán 20. března 2006 a získal 18. místo v britské hitparádě Official UK Singles Chart. Podle kritika Leaha Greenblatta zní skladba Gold Lion velmi podobně jako píseň „No New Tale To Tell“ od britské alternativní skupiny Love and Rockets.
V prosinci roku 2006 bylo album Show Your Bones označeno magazínem NME za druhé nejlepší album roku a skladba „Cheated Hearts“ byla jmenována 10. nejlepším songem. Časopis Rolling Stone album zahrnul na 44. místo v seznamu nejlepších alb roku 2006 a magazín Spin umístil na 31. místo čtyřiceti nejlepších alb roku.

### Is IsEP (2007)
Třetí EP skupiny Yeah Yeah Yeahs vyšlo 24. července 2007. Zahrnuje 5 předtím nevydaných skladeb a krátkometrážní film natočený v GlassLands gallerii v Brooklynu. Skladby byly napsány v roce 2004 a během turné k albu Fever To Tell.

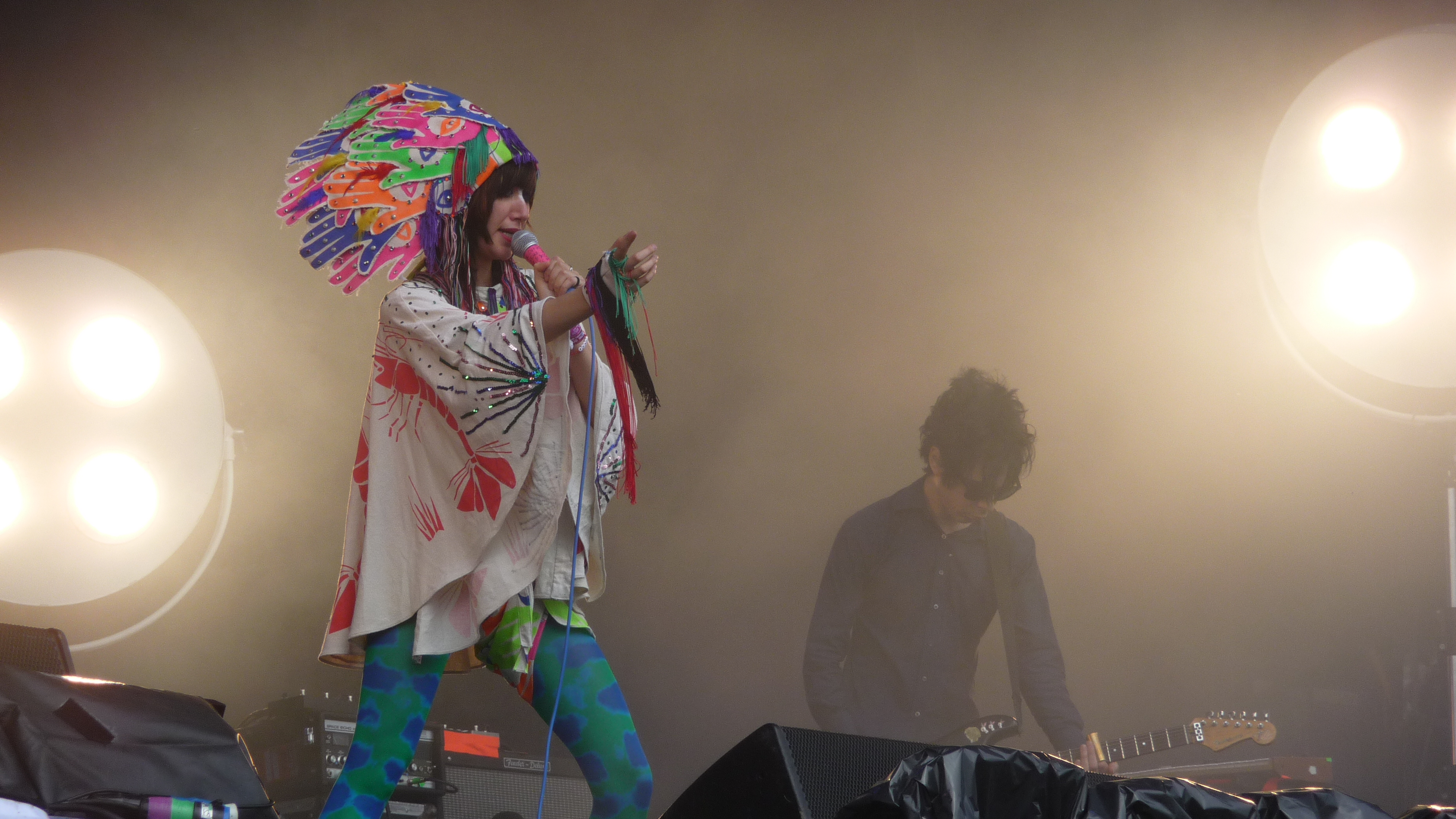
Karen O a Nick Zinner na Festival Glastonbury v roce 2009

### It's Blitz!(2008–2009)
Album It's Blitz! bylo vydáno v březnu roku 2009. Toto album se svým zvukem liší od předchozích alb, ale podle skupiny „zní stále jako Yeah Yeah Yeahs“. Album mělo oficiálně vyjít až 13. dubna, ale vzhledem k tomu, že již 22. února se nelegálně objevilo na internetu se nahrávací společnost rozhodla vydání alba posunout na dřívější datum, aby se zmírnily ztráty, který tento nelegální únik měl za následek. Album obsahuje tři singly: Zero, Heads Will Roll a Skeletons.
Album It's Blitz! získalo ocenění jako druhé nejlepší album roku podle Spin Magazine, třetí nejlepší album roku podle NME a zároveň skladba Zero byla oběma magazíny jmenována nejlepší rockovou skladbou roku.

### Mosquito(2011–dosud)
9. prosince 2011 oznámila Karen O, že s kapelou pracují na novém albu.
14. ledna 2013 bylo prostřednictvím oficiální stránky kapely na Facebooku, že album nazvané Mosquito by mělo vyjít 16. dubna téhož roku.
První singl z alba, „Sacrilege“, byl vydán 25. února 2013.

## Hudební styl
Jejich hudební styl je mnohými popisováno následovně: „art-rockové trio hrající nabroušený post-punk, prostě na parket vhodnou raketu, která vám připomene kapely Blondie a Siouxsie and the Banshees.“

## Turné a vystoupení
Kromě vlastních koncertů po celém světě, Yeah Yeah Yeahs předskakovali takovým umělcům, jako jsou Björk, The White Stripes, The Strokes, Liars a Jon Spencer Blues Explosion.
Kapela byla jednou z prvních západních rockových kapel, která byla hlavní hvězdou čínského hudebního Modern Sky Festivalu konajícím se v Pekingu v roce 2007.
5. dubna 2013 vystoupili v Late Show with David Letterman.

## Nominace a ocenění

### Nominace na ceny Grammy
| Rok  | Nominovaná práce | Kategorie                   | Výsledek |
| ---- | ---------------- | --------------------------- | -------- |
| 2004 | Fever to Tell    | Nejlepší alternativní album | Nominace |
| 2007 | Show Your Bones  | Nejlepší alternativní album | Nominace |
| 2010 | It's Blitz!      | Nejlepší alternativní album | Nominace |

### MTV Video Music Award
| Rok  | Kategorie                          | Hudební video   | Výsledek |
| ---- | ---------------------------------- | --------------- | -------- |
| 2004 | Nejlepší umělecká režie videoklipu | Maps            | Nominace |
| 2004 | Nejlepší střih videoklipu          | Maps            | Nominace |
| 2004 | Nejlepší režie videoklipu          | Maps            | Nominace |
| 2004 | MTV2 Award                         | Maps            | Nominace |
| 2009 | Průlomové video                    | Heads Will Roll | Nominace |

## Diskografie
- Fever to Tell (2003)
- Show Your Bones (2006)
- It's Blitz! (2009)
- Mosquito (2013)